# .O.rang
Gli .O.rang sono stati un gruppo musicale britannico formato nel 1993 da Lee Harris e Paul Webb, entrambi ex-componenti dei Talk Talk. Il nome del gruppo, reso graficamente in modi differenti nel corso della carriera della band ('O'Rang nel primo album, Herd of Instinct, e .O.rang nel secondo, Fields and Waves), deriva dalla parola malese "orang", che significa "uomo".
Nel corso del proprio periodo di attività, la band ha pubblicato due album ed un EP. Un terzo album rimasto incompiuto, Loudhailer No.19, sarebbe dovuto uscire nel 2001.
Parallelamente al loro progetto musicale, Paul Webb e Lee Harris coltivavano anche una passione per la fotografia e i loro scatti sono apparsi nei libretti dei loro CD oppure nel sito del gruppo, .O.Corner.

## Storia del gruppo

### Nascita del gruppo
In seguito alla pubblicazione dell'album The Colour of Spring del 1986, lo stile dei Talk Talk iniziò a virare dal synth-pop a sonorità più vicine al post-rock. Questa nuova direzione più sperimentale, decisa dal cantante e leader del gruppo Mark Hollis, rese la presenza di un bassista sempre meno necessaria e, in seguito alla pubblicazione dell'album Spirit of Eden nel 1988, Paul Webb decise di separarsi dalla band per cercare di formarne una nuova, più vicina ai propri gusti musicali.
Nel 1991, dopo l'uscita di Laughing Stock, Mark Hollis decretò lo scioglimento dei Talk Talk e, nel 1992, il batterista Lee Harris si ricongiunse a Webb con il quale, peraltro, aveva anche precedentemente suonato in un gruppo reggae, gli Eskalator. I due musicisti fondarono uno studio di registrazione noto come The Slug, dipinto in colori vivaci con disegni influenzati dall'arte mesoamericana, dopodiché decisero di iniziare a registrare un album.

### Herd Of Instinct
Nel 1993 Harris e Webb, influenzati dal metodo adottato da Mark Hollis e Tim Friese-Greene nella registrazione di Spirit of Eden e Laughing Stock, riunirono attorno a sé un gruppo di quasi venti musicisti e li invitarono ad improvvisare insieme. Paul Webb, commentando il disco, dichiarò che esso era stato "registrato prima che fosse stato scritto". Tra coloro che parteciparono a queste "jam session" si ricordano Phill Brown, ingegnere del suono molto ammirato da Mark Hollis, Graham Sutton, già fondatore del gruppo post-rock Bark Psychosis (con cui Harris collaborò successivamente), Matt Johnson dei The The e la giovane cantante Beth Gibbons, futuro membro del gruppo trip-hop Portishead.
Il risultato di queste improvvisazioni fu Herd of Instinct: un album vicino alle sonorità degli ultimi Talk Talk, ma con influenze "etniche" più marcate, riconducibili alla musica caraibica e a quella dell'Africa sub-sahariana. Il disco fu un fallimento commerciale, ma fu ben accolto dalla critica britannica.
Poco dopo l'uscita di Herd Of Instinct, alcune composizioni inedite furono proposte nell'EP Spoor.

### Fields and Waves
Nel 1996, a distanza di due anni dal primo lavoro, venne pubblicato Fields and Waves. L'album, registrato con maggiore controllo rispetto al precedessore, si distingue da esso per uno stile meno teatrale e più vicino alla musica elettronica.
Il disco si può idealmente suddividere in due parti distinte: una prima sezione "elettronica - post-rock" (Jalap, P.53, Seizure) e una seconda parte più sperimentale (Superculture, Hoo).
Come già avvenuto per Herd Of Instinct, anche Fields And Waves fu un fallimento commerciale, ma ottenne il plauso della critica.

### Scioglimento e attività successive
Un terzo album, noto con il titolo di Loudhailer No. 19, era stato annunciato dai membri della band, soprattutto da Lee Harris, nel sito. O.corner, ma non è mai stato pubblicato (ed è possibile che non sia nemmeno mai stato registrato, in quanto l'ultimo aggiornamento dell'.O.corner risale al 2013). Solo un gioco da tavolo chiamato .Go.rang, le cui regole sono state create da Harris, è stato prodotto in quantità limitate e venduto attraverso il sito web del gruppo.
In seguito allo scioglimento de facto, i due membri della band hanno proseguito separatamente la loro attività musicale: Lee Harris ha collaborato nel 2004 alla registrazione di Codename: Dustsucker, secondo e ultimo album dei Bark Psychosis, figurando come coautore in due tracce, mentre Paul Webb, sotto lo pseudonimo di Rustin Man, è stato coautore di Out of Season, il primo album solista di Beth Gibbons (nei cui crediti appare anche Harris, nel ruolo di turnista).

## Discografia

### Album in studio
- 1994 – Herd of Instinct
- 1996 – Fields and Waves

### EP
- 1994 – Spoor